# یواس‌اس دیومدس (ای‌آربی-۱۱)
یواس‌اس دیومدس (ای‌آربی-۱۱) (به انگلیسی: USS Diomedes (ARB-11)) یک کشتی بود که طول آن ۳۲۸ فوت (۱۰۰ متر) بود. این کشتی در سال ۱۹۴۵ ساخته شد.